# ZIP HOT 100
『ZIP HOT 100』（ジップ ホット ワンハンドレッド）は、ZIP-FMで毎週日曜午後に生放送されているカウントダウン番組。またJFL各局で制作されている「HOT 100」の1つで、企画ネット番組でもある。

## 概要
開局3日後の1993年10月3日から続く看板番組であり、同局全番組でのエアープレイ・リクエストデータ・東海地方主要CDショップのセールスチャートを集計。同局のオフィシャルチャートとして、毎週100曲のオリジナルランキングを決定していく。番組中では「名古屋でもっとアツい100曲」と案内されるが、『HOT 100』シリーズの番組名では唯一都市名を含まない。
「STUDIO LACHIC」があった時代は、不定期ながらそこで公開生放送を実施していた。その最終は2022年12月18日。
番組スポンサーにはJ-WAVEなどと異なりSAPPORO BEERは付いていないが、2009年春の番組改編で、新たにマクドナルドが筆頭スポンサーになり、タイトルも『McDonald's ZIP HOT 100』（マクドナルド ジップ ホット ワンハンドレッド）に変更された。
2014年10月からはマクドナルドが筆頭スポンサーから降板した。その後、地元のIT企業のエイチームが筆頭スポンサーとなったため、タイトルも『ATEAM ZIP HOT 100』（エイチーム ジップ ホット ワンハンドレッド）に変更された。
2024年4月からはエイチームが筆頭スポンサーから降板した。その後、中古車情報誌発行及び関連するウェブサイトの運営を行う企業の株式会社プロトコーポレーションが筆頭スポンサーとなったため、タイトルも『PROTO ZIP HOT 100』（プロト ジップ ホット ワンハンドレッド）に変更された。
また、筆頭スポンサー以外に地元の有力企業を多数連ねている。
また、インフォメーション、タイムシグナル、ステーションジングル類は全て省略される。
鉄平担当後のテーマソングは『ドラゴンクエスト序曲「ロトのテーマ」』のアレンジヴァージョン。

## 放送時間
- 毎週日曜 13:00 - 16:00（JST）

2019年まで、毎年11月の全日本大学駅伝対校選手権大会の中継（番組名は『RUN WITH THE WIND』）がある日は、放送時間が1時間遅れの14:00開始であった。2003年まではそのまま1時間繰り下げて18:00までの放送だったが、2004年以降は通常通り17:00までの放送と、番組自体が1時間短縮に変更された。このため、鉄平に替わってからは2017年まではランキングを70位からに短縮した上でオープニングから放送されていたが、2018年以降は100位からペースを上げての放送に変更された。
2024年3月までは17:00までの放送だったが後番組の放送時間拡大に伴い、初めて短縮となった。

## ナビゲーターの変遷
- 1993年10月 - 1994年9月 / ケンカワシマ
- 1994年10月 - 2006年3月26日 / 小林克也
- 2006年4月2日 - 2010年8月22日、2011年1月2日 -  / 鉄平
  - 2010年8月29日 - 2010年12月26日、2020年9月13日・9月20日、2021年11月21日・11月28日 / デイル
  - 2022年2月6日 / 南城大輔

初代ミュージックナビゲーターを務めたケンカワシマは、小林克也の紹介であった。開局当初の予想を超える高い聴取率を自身の手柄だとして、法外な出演料を要求、対して局側は「開局当初は物珍しさで聴取率は高いのが普通」としてそれを拒否。それでも姿勢を崩さなかったカワシマに辟易した局側は、契約を打ち切った。
この一件に責任を感じた小林は『新しいナビゲーターが見つかる間まで』の期間限定で同番組のナビゲーターを務める。ところが、このナビゲーター変更は小林の予想以上の好反響で、局側の意向もあり、10年以上に渡り継続することとなった。
小林自身が毎週東京と名古屋を行き来しながらそれぞれ長時間に渡る番組に挑むことに体力の限界を感じ始め、局に降板を打診。局側も了承し、2006年3月26日放送をもって降板した。翌週からはMTVジャパンで活躍した鉄平が抜擢された。
小林時代の数多くの人気コーナー（涙のリクエスト、THE 生年月日、ショートコント〔コバえもん、小林家三平といったキャラを生み出した〕、ミッキーのクイズ、言論の自由など）は終了。特別コーナーとしてはクイズのみが残され、新コーナー追加、及び各曲を流す時間を伸ばしたり、トークやレター紹介を増やした形式になった。現在ではコーナーの多くが鉄平の趣味を反映したものとなっている。
2010年8月22日の放送で鉄平が自らの病気を公表、療養にあたることになり、その間の代役をデイルが務めた。
同年12月26日の放送で鉄平が出演、退院を報告。翌年2011年1月2日から正式に番組復帰した。
2020年9月13日の放送でも鉄平と共に行動していた仲間が発熱を公表、仲間の療養を見守ることになり、その間はデイルが再度代役を務めた。
同年9月27日の放送で正式に2度目の番組復帰した。

## 主なコーナー

### 現在
- 鉄平劇場

映画好きの鉄平が、お勧めの映画や見た映画を紹介する。時に鉄平「漫画」劇場となることがある。
- No.0（NUMBER 0）

番組のラストナンバーで流される曲（毎週、鉄平の独断と偏見で選ばれる）を予想するコーナー。
大抵はHOT QUESTION、鉄平がその週に見た映画に関連するような曲が採用される。正解者には「テツノート」がプレゼントされたが、正解率は極めて低かった。
- HOT QUESTION

ホットなクエスチョンで、ZIPPIEの脳内を電話で調査する。
- CYCLE CYCLE

スポンサー関連コーナー。エントリーすると自転車が当たる。
- サイコーまるっとフィンガー5

チャートの上位5曲を当てる。
毎週水曜日に候補曲15曲が番組サイトにアップされる。
正解して抽選で1名に5000円をプレゼント、全員不正解時は1週ごとに5000円ずつキャリーオーバーされる。最高額は65000円。
- メッサーゲ

MESSAGE（メッセージ）をローマ字読みした鉄平語。2009年4月以降、メッサーゲという言葉を封印し「お便り」と言っていたが、2009年5月31日から復活。先述のNo.0の正解率が低いため、2022年1月30日放送回より、「テツノート」がNo.0の正解者からメッサーゲを送ってくれた人の中から1名にプレゼントされるシステムに変更された。
- うそこのチャート

番組内では前出の「メッサーゲ」の他、「チェックする」を「アレする」など、独自の言い回しを多用する。

### 以前

#### 小林時代
- ミッキーのクイズ

16時30分ごろ（TOP3発表前）に登場する逆電コーナー。ミッキー（Mikki）というキャラクターがリスナーにクイズを出題し、正解すると商品券が当たる。なお、当番組が事前収録になる場合はTOP3前だけでなく、随所に登場して問題を出す。現在は『ファンキーフライデー』に登場している。
- トリビアルーレット

スタッフが無作為に選んだ音楽に関する豆知識をクイズ形式で紹介するコーナー。演出上正解発表の前に必ずCMが入る（山場CMへの批判的なコメントをしている間にCMが流れたこともある）。
- 言論の自由（Freedom of speech）

要はワンコーラス流れる新曲を聴いてそれが好きか嫌いかという回答を20人のリスナーに求めるというもの。回答すると同時に間髪いれず次のリスナーに電話をつないでいた。当初はアーティスト名・曲名とも伏せていたが、2006年ごろにはあらかじめ何を流すかを公表し、何人が好きというかを当てるゲーム形式になっていた。
- 涙のリクエスト
- THE 生年月日

#### 鉄平時代
- WHO'S NEXT

毎週1回（総集編などでは複数回）、チャートのどこかの順位でいきなり始まる逆電コーナー。その順位にランクインしているアーティストを3つのヒントから導き出し所定の電話番号にかけて答えると通常のテッペンとは異なる「銀のテッペン」を獲得することができ、5本集めると「金のテッペン」となる。
2016年10月2日時点で「金のテッペン」獲得者は3名である。また、このコーナーでの最高連続獲得週は3週連続。
- TEENAGE DREAM

ZIPPIEが10代の頃に抱いた夢や、当時よく聴いていた曲のリクエストを採用する。

## 歴代年間1位獲得曲
| 年                            | 曲                            | アーティスト                                 | ナビゲーター |
| ----------------------------- | ----------------------------- | -------------------------------------------- | ------------ |
| 1994                          | BABY, I LOVE YOUR WAY         | BIG MOUNTAIN                                 | 小林克也     |
| 1995                          | SHY GUY                       | DIANA KING                                   | 小林克也     |
| 1996                          | MACARENA                      | LOS DEL RIO                                  | 小林克也     |
| 1997                          | HONEY                         | MARIAH CAREY                                 | 小林克也     |
| 1998                          | EVERYTHING'S GONNA BE ALRIGHT | SWEETBOX                                     | 小林克也     |
| 1999                          | LIVIN'LA VIDA LOCA            | RICKY MARTIN                                 | 小林克也     |
| 2000                          | IT'S MY LIFE                  | BON JOVI                                     | 小林克也     |
| 2001                          | ALL FOR YOU                   | JANET JACKSON                                | 小林克也     |
| 2002                          | WITHOUT ME                    | EMINEM                                       | 小林克也     |
| 2003                          | ALL THE THINGS SHE SAID       | T.A.T.U.                                     | 小林克也     |
| 2004                          | DON'T TELL ME                 | AVRIL LAVIGNE                                | 小林克也     |
| 2005                          | PON DE REPLAY                 | RIHANNA                                      | 小林克也     |
| 2006                          | BAD DAY                       | DANIEL POWTER                                | 鉄平         |
| 2007                          | GIRLFRIEND                    | AVRIL LAVIGNE                                | 鉄平         |
| 2008                          | VIVA LA VIDA                  | COLDPLAY                                     | 鉄平         |
| 2009                          | I GOTTA FEELING               | BLACK EYED PEAS                              | 鉄平         |
| 2010                          | BABY                          | JUSTIN BIEBER FEAT.LUDACRIS                  | （デイル）   |
| 2011                          | BORN THIS WAY                 | LADY GAGA                                    | 鉄平         |
| 2012                          | GOOD TIME                     | OWL CITY & CARLY RAE JEPSEN                  | 鉄平         |
| 2013                          | APPLAUSE                      | LADY GAGA                                    | 鉄平         |
| 2014                          | SHAKE IT OFF                  | TAYLOR SWIFT                                 | 鉄平         |
| 2015                          | I REALLY LIKE YOU             | CARLY RAE JEPSEN                             | 鉄平         |
| 2016                          | CAKE BY THE OCEAN             | DNCE                                         | 鉄平         |
| 2017                          | DESPACITO                     | LUIS FONSI & DADDY YANKEE FEAT.JUSTIN BIEBER | 鉄平         |
| 2018                          | COME ON TO ME                 | PAUL MCCARTNEY                               | 鉄平         |
| 2019                          | YOU NEED TO CALM DOWN         | TAYLOR SWIFT                                 | 鉄平         |
| 2020                          | DYNAMITE                      | BTS                                          | 鉄平         |
| 2021                          | BUTTER                        | BTS                                          | 鉄平         |
| 2022                          | BAM BAM                       | CAMILA CABELLO FEAT.ED SHEERAN               | 鉄平         |
| 2023                          | アイドル                      | YOASOBI                                      |              |
| 7年間総合 （2000年10月放送）  | MY HEART WILL GO ON           | CELINE DION                                  | 小林克也     |
| 10年間総合 （2003年10月放送） | MY HEART WILL GO ON           | CELINE DION                                  | 小林克也     |
| 14年間総合 （2007年4月放送）  | SHY GUY                       | DIANA KING                                   | 鉄平         |

## 連続1位獲得記録
ここでは、5週以上連続で1位を獲得した曲を挙げる。
| 週数 | 曲                        | アーティスト                                                   | 1位獲得期間                                               |
| ---- | ------------------------- | -------------------------------------------------------------- | --------------------------------------------------------- |
| 7    | I GOTTA FEELING           | BLACK EYED PEAS                                                | 2009年6月28日-8月9日、8月23日 ※通算8週1位                 |
| 7    | BABY                      | JUSTIN BIEBER FEAT.LUDACRIS                                    | 2010年4月11日-5月23日                                     |
| 7    | CALIFORNIA GURLS          | KATY PERRY FEAT.SNOOP DOG                                      | 2010年7月11日-8月22日                                     |
| 6    | BORN THIS WAY             | LADY GAGA                                                      | 2011年3月20日-4月24日                                     |
| 6    | WE FOUND LOVE             | RIHANNA FEAT.CALVIN HARRIS                                     | 2011年11月6日-12月11日、12月25日-2012年1月8日 ※通算9週1位 |
| 6    | GOOD TIME                 | OWL CITY & CARLY RAE JEPSEN                                    | 2012年8月26日-9月30日                                     |
| 6    | I REALLY LIKE YOU         | CARLY RAE JEPSEN                                               | 2015年4月19日-5月24日、6月7日、7月5日-19日 ※通算10週1位   |
| 6    | 24K MAGIC                 | BRUNO MARS                                                     | 2016年11月6日-20日、12月18日-2017年1月22日 ※通算9週1位    |
| 6    | LOOK WHAT YOU MADE ME DO  | TAYLOR SWIFT                                                   | 2017年9月24日-10月29日、11月19日-26日 ※通算8週1位         |
| 6    | SHALLOW                   | LADY GAGA & BRADLEY COOPER                                     | 2018年11月18日-12月23日、2019年1月13日 ※通算7週1位        |
| 6    | LEAVE THE DOOR OPEN       | BRUNO MARS, ANDERSON .PAAK, SILK SONIC                         | 2021年3月28日-5月2日                                      |
| 5    | DREAMLOVER                | MARIAH CAREY                                                   | 1993年10月3日-31日 ※ZIP HOT 100最初のNo.1曲でもある       |
| 5    | I DON'T CARE              | FALL OUT BOY                                                   | 2008年12月21日-2009年1月18日                              |
| 5    | WE WEREN'T BORN TO FOLLOW | BON JOVI                                                       | 2009年11月8日-12月6日                                     |
| 5    | WHAT THE HELL             | AVRIL LAVIGNE                                                  | 2011年2月13日-3月13日                                     |
| 5    | BACK IN TIME              | PITBULL                                                        | 2012年5月27日-6月24日                                     |
| 5    | WHAT DO YOU MEAN?         | JUSTIN BIEBER                                                  | 2015年10月4日-11月1日、11月15日-29日 ※通算8週1位          |
| 5    | HEATSTROKE                | CALVIN HARRIS FEAT.YOUNG THUG, PHARRELL WILLAMS, ARIANA GRANDE | 2017年5月14日-6月11日                                     |
| 5    | HAVANA                    | CAMILA CABELLO FEAT.YOUNG THUG                                 | 2018年1月7日、1月21日-2月18日 ※通算6週1位                 |
| 5    | SMILE                     | KATY PERRY                                                     | 2020年8月16日-9月13日                                     |

## その他
かつてはZIP-FMからステッカーなどの全ての番組から送られる郵便物に、この番組のチャート表が印刷された紙が同封されていた。
2023年2月26日付において、ヨルシカ「アルジャーノン」が番組史上初となる初登場1位を獲得した。

## JFL各局の「HOT 100」
- SAISON CARD TOKIO HOT 100（J-WAVE）
- OSAKAN HOT 100（FM802）
- SAPPORO HOT 100（FM NORTH WAVE）

放送が終了した番組
- COUNTDOWN KYUSHU HOT 100（CROSS FM）